# Fleigneux
Fleigneux är en kommun i departementet Ardennes i regionen Grand Est (tidigare regionen Champagne-Ardenne) i nordöstra Frankrike. Kommunen ligger  i kantonen Sedan-Nord som ligger i arrondissementet Sedan. År 2022 hade Fleigneux 223 invånare.

## Befolkningsutveckling
Antalet invånare i kommunen Fleigneux
Referens: INSEE